# John Bell (politikus)
John Bell (Nashville, 1796. február 18. – Stewart megye, 1869. szeptember 10.) az Amerikai Egyesült Államok Tennessee államának szenátora.